# Deltasaurus
Il deltasauro (gen. Deltasaurus Cosgriff, 1965) è un anfibio estinto, appartenente ai temnospondili. Visse nel Permiano superiore (circa 252 milioni di anni fa) e i suoi resti fossili sono stati ritrovati in Australia.

## Descrizione
Questo animale era dotato di un cranio piuttosto grande e piatto, largo posteriormente e più stretto verso l'apice del muso, a formare una sorta di triangolo smussato. La specie tipo (Deltasaurus kimberleyensis) è nota grazie a vari esemplari, tra i quali un cranio lungo 24 centimetri, che fa supporre una lunghezza per l'animale intero di circa 1,25 metri. Il cranio, fortemente triangolare e relativamente profondo, possedeva piccole orbite poste ai lati, mentre le ornamentazioni delle ossa della volta cranica richiamavano quelle tipiche dei labirintodonti. 
Un'altra specie, D. pustulatus, è nota grazie a un cranio parziale che mostra alcune differenze rispetto alla specie tipo: la superficie delle ossa era coperta da ornamentazioni evidenti (da qui l'epiteto specifico pustulatus), mentre la forma generale del cranio era leggermente più stretta. 

## Classificazione
Deltasaurus kimberleyensis è stato descritto per la prima volta nel 1965 da Cosgriff, sulla base di resti fossili provenienti dagli scisti di Blina (Cluan Formation) nei pressi di Launceston, in Australia Occidentale. Altri resti attribuiti a questa specie sono stati ritrovati nella formazione Knocklofty in Tasmania, al lato opposto dell'Australia; ciò indicherebbe una vasta distribuzione geografica di questa specie nel Triassico inferiore. 

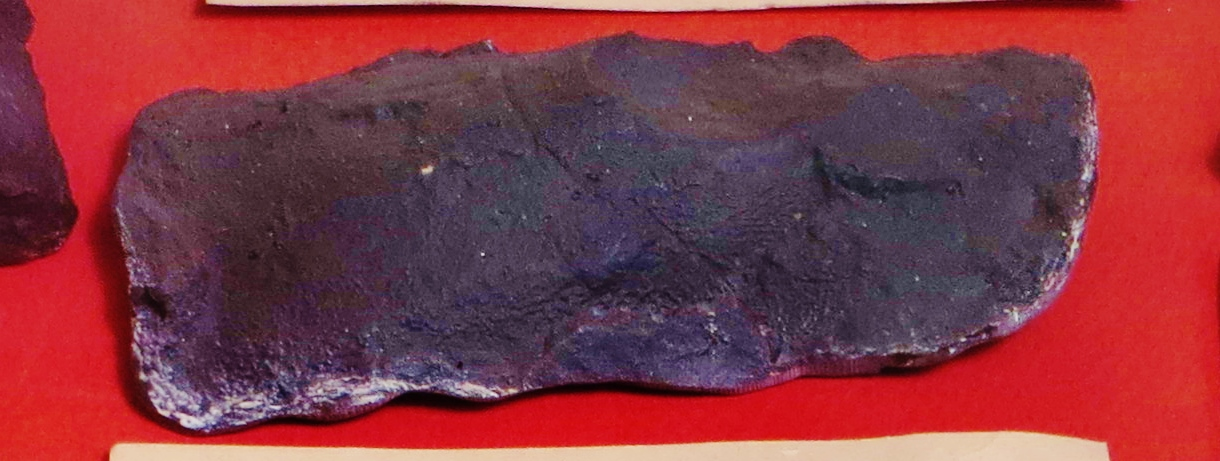
Fossile di Deltasaurus kimberleyensis

Deltasaurus pustulatus, anch'esso descritto per la prima volta nel 1965, è noto per fossili trovati negli scisti di Kockatea di Bore Hole nei pressi di Geraldton (Australia Occidentale), in un pozzo di trivellazione a 806 metri sotto la superficie; l'estrazione del materiale fossile fu quindi complicata. 
Deltasaurus appartiene ai ritidosteidi, un gruppo di anfibi temnospondili tipici del Triassico; in particolare, Deltasaurus sembrerebbe rappresentare la forma più basale di un gruppo quasi esclusivamente australiano di ritidosteidi, noti come Derwentiinae, che comprende anche forme come Derwentia, Arcadia e Rewana.

## Paleoecologia
Come la maggior parte dei ritidosteidi australiani, Deltasaurus doveva essere un predatore di acque poco profonde che probabilmente viveva lungo le coste di un estuario o di un delta (da qui il nome generico Deltasaurus).